# Пам'ятник Олександрові Пушкіну (Рига)
Пам'ятник Олександру Пушкіну в Ризі — колишній пам'ятник російському поету Олександру Пушкіну, що у 2009—2023 роках знаходився у Ризі, в парку Кронвальда біля Міського каналу, за колишньою будівлею біологічного факультету Латвійського університету. Його автори — скульптор Олександр Тартінов та архітектори Мікус Лейніекс і М. Корсі.
Демонтований у ніч на 30 травня 2023 року.

## Опис
Пам'ятник зображав Пушкіна, який тримав в правій руці рукавицю, а в лівій — тростину та циліндр. Пам'ятник знаходився на гранітному постаменті з вмурованим на лицьовій стороні підписом поета. Зліва кріпилася табличка з нержавіючої сталі з таким текстом:
|  | Diženajam krievu dzejniekam A. PUŠKINAM Maskavas valdības dāvinājums Skulptors A. Taratinovs Arhitekti M. Korsi, M. Lejnieks Atklāts 2009. gada 22. augustā |

Праворуч — російська версія цього тексту.

## Історія
1999 року Рада пам'яток Ризької міської ради підтримала ініціативу Пушкінського товариства Латвії щодо встановлення пам'ятника. Розглядалося кілька варіантів розміщення, наприклад Московський парк, перехрестя вулиць Гоголя та Пушкіна, бульвар Калпака та вулиця Цитадельна, але рада не прийняла ці пропозиції, заявивши, що скульптура в цих місцях не підходить. Рада дозволила встановити пам'ятник у парку Кронвальд.
Пам'ятник відкрито 22 серпня 2009 року за підтримки посольства Росії, Будинку Москви, Ризької міської ради та її голови Ніла Ушакова. У відкритті взяли участь Ушаков, посол Росії Олександр Вешняков і митрополит Ризький і всієї Латвії (РПЦ) Алєксандр Кудряшов.
Після вторгнення Росії в Україну у 2022 році та знесення Монументу перемоги також порушувалося питання про можливий демонтаж або перенесення пам'ятників, пов'язаних з Російською імперією. 18 листопада 2022 року Посольство РФ в Латвії опублікувало фотографії пам'ятника, розфарбованого в біло-червоні кольори, а 25 листопада ініціатива «Демонтаж пам'ятника Пушкіну» опубліковано на платформі громадських ініціатив manabalss.lv ".
3 березня 2023 року Рада пам'яток Ризької міськради підтримала рішення про демонтаж пам'ятника Пушкіну. Рішення було обґрунтовано тим, що пам'ятник встановлено в парку незаконно.
12 березня 2023 року близько 200 людей пікетували перед будівлею Ризької міської ради, протестуючи проти демонтажу пам'ятника.
Врешті, у квітні 2023 року, керівна коаліція Ризької думи вирішила знести пам'ятник, щоби не допустити зборів біля нього на 9 травня.